# Atomic (Party Animals)
Atomic is de vijfde single van de Party Animals en de tweede van hun tweede album Party@worldaccess.nl. Het nummer kwam uit in 1997 en was zelfs succesvol in Hongkong. Het nummer is een cover van het gelijknamige nummer van Blondie.
Het nummer stond twaalf weken in de Nederlandse Top 40, waarvan drie weken op de achtste plaats. Het nummer stond op de 40ste plaats in de jaarlijst van 1997.

## Cd Single
1. Atomic (Flamman & Abraxas radio mix)
2. Mocht Ik Onder Het...
3. Atom-X
4. Total Smash

## Hitnotering
| Atomic in de Nederlandse Top 40 | Atomic in de Nederlandse Top 40 | Atomic in de Nederlandse Top 40 | Atomic in de Nederlandse Top 40 | Atomic in de Nederlandse Top 40 | Atomic in de Nederlandse Top 40 | Atomic in de Nederlandse Top 40 | Atomic in de Nederlandse Top 40 | Atomic in de Nederlandse Top 40 | Atomic in de Nederlandse Top 40 | Atomic in de Nederlandse Top 40 | Atomic in de Nederlandse Top 40 | Atomic in de Nederlandse Top 40 | Atomic in de Nederlandse Top 40 |
| Week                            | 1                               | 2                               | 3                               | 4                               | 5                               | 6                               | 7                               | 8                               | 9                               | 10                              | 11                              | 12                              |                                 |
| ------------------------------- | ------------------------------- | ------------------------------- | ------------------------------- | ------------------------------- | ------------------------------- | ------------------------------- | ------------------------------- | ------------------------------- | ------------------------------- | ------------------------------- | ------------------------------- | ------------------------------- | ------------------------------- |
| Nummer                          | 24                              | 14                              | 10                              | 8                               | 8                               | 8                               | 11                              | 19                              | 22                              | 25                              | 32                              | 39                              | uit                             |